# António Rodrigues (comerciante)
António Rodrigues foi um comerciante, português, conhecido como "o língua de terra" que viveu a época colonial do Brasil, ingressando nestas terras por volta de 1514 na armada de D. Nuno Manuel, Cristóvão de Haro e João Lisboa. Teve lavrada posse de terras da Capitania de São Vicente no ano de 1532, bem como as de João Ramalho, tendo ficado por estas terras e ingressado na era de colonização e povoamento de Martim Afonso de Sousa. Participou na instituição dos poderes Legislativo, Executivo e Judiciário, além de um quarto poder secundário: o Eclesiástico ou Religioso. Foi nomeado para exercer o cargo de Juiz Ouvidor no Legislativo na instituição desse poder municipal, o encarregado ao fiel cumprimento das leis da Ordenação do Reino, desde a nomeação dos primeiros eleitos.
De acordo com os registros históricos, António Rodrigues, João Ramalho e o Mestre Cosme Fernandes, o "Bacharel", foram os primeiros portugueses a viver em São Vicente. Provavelmente eles eram tripulantes da armada de Francisco de Almeida e desembarcaram aqui em 1493. João Ramalho era casado com a índia Bartira, filha do poderoso Cacique Tibiriçá. António Rodrigues teve vida marital com uma índia, filha do Cacique Piquerobi. Mestre Cosme era dono do Japuí e do Porto das Naus, onde construiu um estaleiro muito conhecido pelos navegadores da época.
Teve uma filha que casou com o português António Fernandes, originando-se daí vasta geração na capitania.